# Maurice Durquetty
Maurice Durquetty va ser un jugador de pilota basca que va prendre part en els Jocs Olímpics de París de 1900, en què guanyà la medalla de plata en la prova de Cesta-punta, fent parella amb Etchegaray.